# Quarta Frota dos Estados Unidos
A Quarta Frota dos EUA é uma frota numerada da Marinha dos Estados Unidos. É o Comando de Componente Naval do Comando Sul dos EUA (USSOUTHCOM). A Quarta Frota está sediada na Estação Naval de Mayport em Jacksonville, Flórida. E é responsável pelos navios, aviões e submarinos da Marinha dos EUA operando no Mar do Caribe, e os Oceanos Atlântico e Pacífico ao redor da América do Sul e Central.

## História

### Segunda Guerra Mundial
A 4ta Frota foi uma grande formação da Marinha dos EUA no Oceano Atlântico Sul durante a II Guerra Mundial. Foi originalmente estabelecida para proteger os EUA contra invasores de superfície, corredores de bloqueio, e submarinos.
A Frota foi originalmente uma redesignação da South Atlantic Force. Em 12 de setembro de 1942, a Marinha do Brasil foi colocada sob comando do Vice-Almirante da Marinha dos EUA, Jonas Ingram, por ordem do presidente brasileiro Getúlio Vargas. Três dias depois, em 15 de setembro de 1942, Vice-Almirante Ingram foi apontado como Commander, South Atlantic Force (ComSoLant). Seis meses depois, South Atlantic Force foi redesignada a Quarta Frota dos EUA em 15 de março de 1943.
Durante a guerra, a Frota foi comandada por dois Vice-Almirantes, Vice-Almirantes Ingram e William Munroe. Em total, forças despegada para a 4ta Frota com sucesso afundou 18 U-boats alemães e um submarino italiano, junto com afundar ou deter um incontável número de corredores de bloqueio do Eixo. A Frota trabalhou de mão em mão com o Brasil ao longo de sua operações no Atlântico Sul utilizando bases militares ao redor do Oceano Atlântico, com sua base primária sendo localizada em Recife.
Três anos após seu estabelecimento, em 15 de abril de 1945, a 4ta Frota dos EUA foi renomeada Task Force 27, assim dissolvendo a Frota. Almirante Munroe manteve o título e comando de Commander, South Atlantic Force. Entretanto, apenas sob um ano depois, a 4ta Frota Reserva dos EUA foi formada. A reativação como uma frota reserva foi intencionada para manter a preparação, devendo reiniciar a guerra. A 4ta Frota Reserva dos EUA foi retirada em 1 de janeiro de 1947.

### Reativação em 2008
Em 24 de abril de 2008, o então Chefe de Operações Navais (CNO), Almirante Gary Roughead anunciou o restabelecimento da Quarta Frota. Quase três meses depois em 12 de julho de 2008, foi restabelecida durante uma cerimônia na Estação Naval de Mayport, Flórida. O à época Chefe do Comando Naval Sul James Stevenson disse em entrevista a blogueiros militares  que a reativação mandaria: "o sinal certo, mesmo para as pessoas que nós sabemos que não são necessariamente nossos maiores apoiadores".
A reativação da Quarta Frota sem primeiro informar os governantes da região propiciaram preocupações de alguns dos Chefes de Estado sul-americanos. Os governos da Argentina e Brasil fizeram indagações formais como para a missão da frota na região. Na Venezuela, Presidente Hugo Chávez acusou os Estados Unidos de tentar amedrontar o povo da América do Sul por reativar a frota
e prometeu que os novos jatos Sukhoi Su-30 de seu país poderiam afundar quaisquer navios dos EUA invadindo águas venezuelanas. O ex-presidente cubano Fidel Castro avisou que isso poderia levar a mais incidentes tais como a Crise diplomática andina de 2008.

## Missão

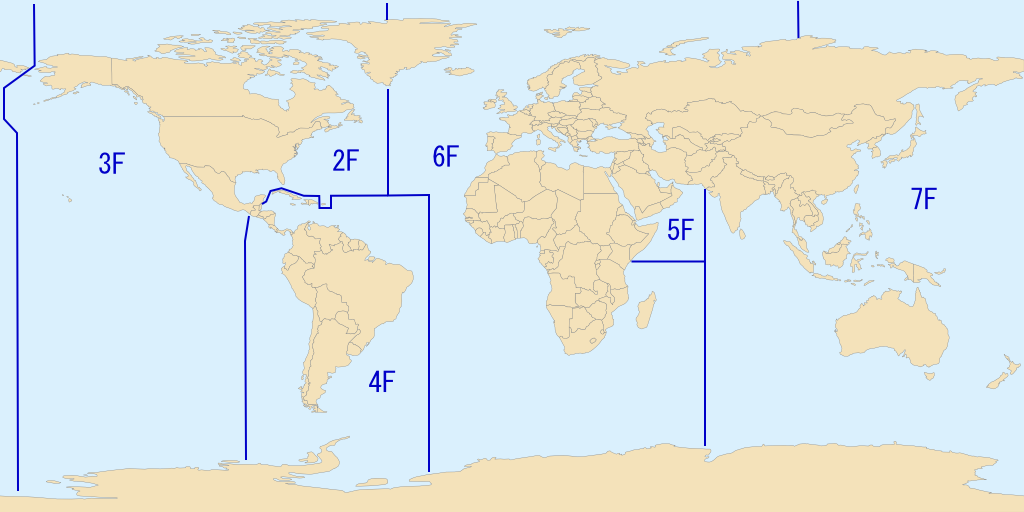
A área de responsabilidade da Quarta Frota, 2009.

As Forças Navais do Comando Sul dos EUA (USNAVSO) e a Quarta Frota apoiam operações militares de espectro completo combinadas e em união do USSOUTHCOM por providenciar principalmente presença dianteira baseada no mar para garantir liberdade de manobra no domínio marítimo, para fomentar e sustentar relacionamentos cooperativos com parceiros internacionais, e para completamente explorar o mar como espaço de manobra a fim de aperfeiçoar a segurança regional e promover paz, estabilidade, e prosperidade nas regiões caribenha, centro-americana, e sul-americana. Tem cinco missões: suporte para manutenção da paz, assistência humanitária, alívio de desastres, exercícios marítimos tradicionais, e operações de suporte contra-drogas.

## Organização

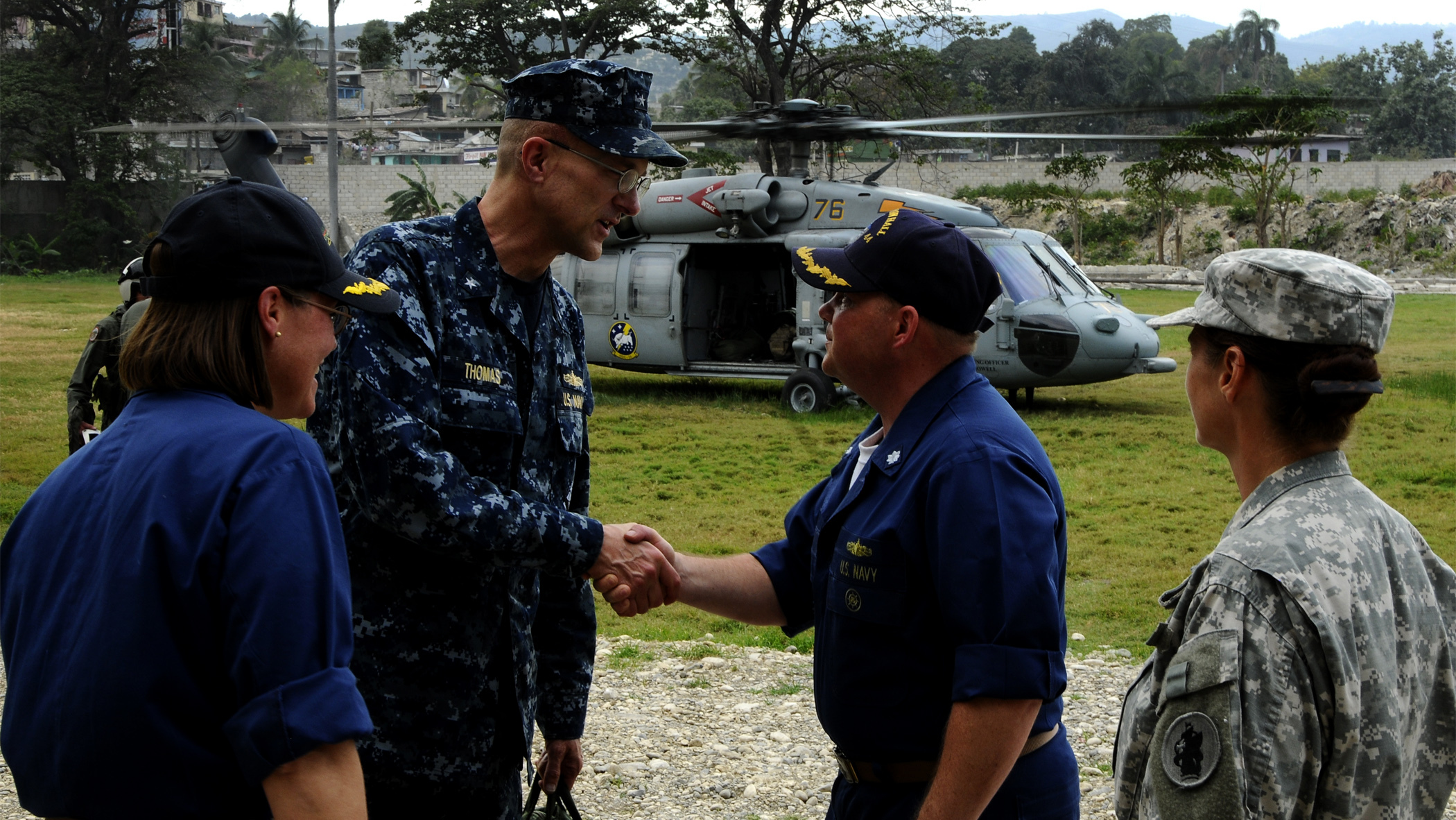
Commandante, Task Force 41, Almirante da Retaguarda Thomas, aperta mãos com o Oficial Comandante, USS Gunston Hall, no Haiti, em 5 de fevereiro de 2010. Unidades da Quarta Frota foram despegadas para assistência após o terremoto lá.

O Comando, USNAVSO (COMUSNAVSO) também serve como o comando componente da Marinha para USSOUTHCOM. A Quarta Frota dos EUA é responsável pelos navios, aviões, e submarinos da Marinha dos EUA operando na área de responsabilidade do USSOUTHCOM, qual compreende o Caribe, América Central, América do Sul, e águas circundantes. Isso é uma frota organizacional equipada para cumprir uma missão de coordenação e planejamento; como parte de seu restabelecimento em 2008, nenhum navio é permanentemente designado para a Quarta Frota. Navios porto-domiciliados no Comando das Forças de Frota dos Estados Unidos e a Terceira Frota dos Estados Unidos rotineiramente deslocam para a área de responsabilidade da Quarta Frota (AOR), durante qual tempo eles estão sob o controle operacional do comando da Quarta Frota.
A sede da Quarta Frota é co-localizada com a sede da USNAVSO em Mayport, Flórida, e é comandada por um Contra-Almirante de duas estrelas.

## Comandantes da Quarta Frota
- Vice Almirante Jonas H. Ingram (Setembro de 1942 –  11 de Novembro de 1944)[7]
- Vice Aalmirante William R. Munroe (11 de Novembro de 1944 –  15 de Abril de 1945)[8]
- Vice Almirante Thomas R. Cooley (1945 –  meio de 1946)[9]
- Vice Almirante Daniel E. Barbey (Setembro de 1946 –  Março de 1947)[10]
- Vice Almirante Charles McMorris (meio de 1947 –  Julho de 1948)
- Almirante da Retaguarda Joseph D. Kernan (1 de Julho de 2008 –  12 de Junho de 2009)[11]
- Almirante da Retaguarda Victor G. Guillory (12 de Junho de 2009 –  5 de Agosto de 2011)[12]
- Almirante da Retaguarda Kurt W. Tidd (5 de Agosto de 2011 –  22 de Junho de 2012)[13]
- Almirante da Retaguarda Sinclair M. Harris (22 de Junho de 2012 –  17 de Abril de 2014)[14]
- Almirante da Retaguarda George W. Ballance (17 de Abril de 2014 –  12 de Agosto de 2016)[15]
- Almirante da Retaguarda Sean S. Buck (12 de Agosto de 2016 –  21 de Maio de 2019)[16]
- Almirante da Retaguarda Donald D. Gabrielson (21 de Maio de 2019 –  presente)[17]

## Leitura sugerida
Karen Domabyl Smith;  et al. (Janeiro de 2002). «Is NAVSO Organized and Staff To Do Its Job» (PDF). Alexandria, Virginia: Center for Naval Analyses. Consultado em 3 de Setembro de 2011. Arquivado do original (PDF) em 20 de dezembro de 2013. CRM D0005057.A1/Final